# Гай-Олавський
Гай-Олавський (пол. Gaj Oławski) — село в Польщі, у гміні Олава Олавського повіту Нижньосілезького воєводства.
Населення — 288 осіб (2011).
У 1975-1998 роках село належало до Вроцлавського воєводства.

## Демографія
Демографічна структура станом на 31 березня 2011 року:
|          | Загалом | Допрацездатний вік | Працездатний вік | Постпрацездатний вік |
| -------- | ------- | ------------------ | ---------------- | -------------------- |
| Чоловіки | 150     | 18                 | 111              | 21                   |
| Жінки    | 138     | 29                 | 74               | 35                   |
| Разом    | 288     | 47                 | 185              | 56                   |